# Серсале
Серсале (итал. Sersale) — коммуна в Италии, располагается в регионе Калабрия, подчиняется административному центру Катандзаро.
Население составляет 5041 человек (на 2004 г.), плотность населения составляет 97,5 чел./км². Занимает площадь 53 км². Почтовый индекс — 88054. Телефонный код — 0961.
Покровительницей коммуны почитается Пресвятая Богородица, празднование 16 июля.